# Parkwijk (Utrecht)
Parkwijk is een Vinex-locatie binnen de wijk Leidsche Rijn in Utrecht, de hoofdstad van de Nederlandse provincie Utrecht. Parkwijk heeft zijn naam te danken aan het grote aantal parken in, en in de directe omgeving van de buurt (Park de Hoge Weide, Amaliapark, Park Grauwaert).
De buurt bestaat uit twee delen: Parkwijk Noord en Zuid. In het zuidelijk deel vestigden de eerste bewoners zich in mei 2000; hiermee was het een van de eerste gedeelten van Leidsche Rijn. Het noordelijk deel zag in september 2001 haar eerste bewoners. In dit deel van de buurt staan voornamelijk eengezins-koopwoningen, terwijl in het zuidelijk deel meer hoogbouw en sociale woningbouw staat. Het noordelijke en zuidelijke deel van de buurt worden gescheiden door het Amaliapark.
Eind 2009 is "De Toren", een woontoren van 16 verdiepingen op het terrein langs de busbaan ter hoogte van de Eerste Westerparklaan opgeleverd. Hiermee was de bouw van Parkwijk afgerond.

## Openbaar vervoer
Dwars door de buurt loopt langs het Amaliapark een busbaan, welke onderdeel is van het Utrechts HOV-netwerk. Hierover rijden de volgende buslijnen:
- Bus 28 (U-link groen) rijdt elke 5 tot 10 minuten van station Vleuten, via station Utrecht Centraal (Centrumzijde) naar P+R Science Park en v.v.

- Via de zuidelijke en westelijke rand van de buurt van rijdt bus 4 iedere 15 tot 18 minuten van Station Terwijde via station Utrecht Centraal (Jaarbeurszijde) naar de David Ben Goerionstraat en v.v.

## Winkels en andere voorzieningen
Totdat in 2004 winkelcentrum Parkwijk werd geopend, waren bewoners aangewezen op een tijdelijke supermarkt in een houten barak aan de Langerakbaan. Momenteel bedient het winkelcentrum niet alleen Parkwijk, maar ook de aangrenzende buurten Langerak en Het Zand.
Het winkelcentrum bevat o.a. twee supermarkten, een drogisterij, een slijterij, een bakkerij, een pizzeria/ijssalon, een kapperszaak, een optiekwinkel, een bloemenwinkel, een snackbar en een rijwielhandel. Direct naast het winkelcentrum, in het woon- en werkproject 't Groene Sticht, bevinden zich een restaurant dat grotendeels bestierd wordt door mensen met een verstandelijke beperking, en een woon- en werkgemeenschap van Emmaus (kringloopwinkel). Verder heeft de buurt een gezondheidscentrum en een middelbare school.

## Kunst in de openbare ruimte
De buurt heeft geen kunstwerken in de openbare buitenruimte. In de aula van het Leidsche Rijn College bevindt zich het kunstwerk Bron en Gletsjer van Marijke van Warmerdam. Aan het fietspad Beeldhouwersdijk ter hoogte van de Maartvlinder staat sinds 2010 het kunstwerk A mon seul Désir, maar deze locatie is officieel onderdeel van Park Leeuwesteyn in de buurt Leeuwesteyn.

## Galerij

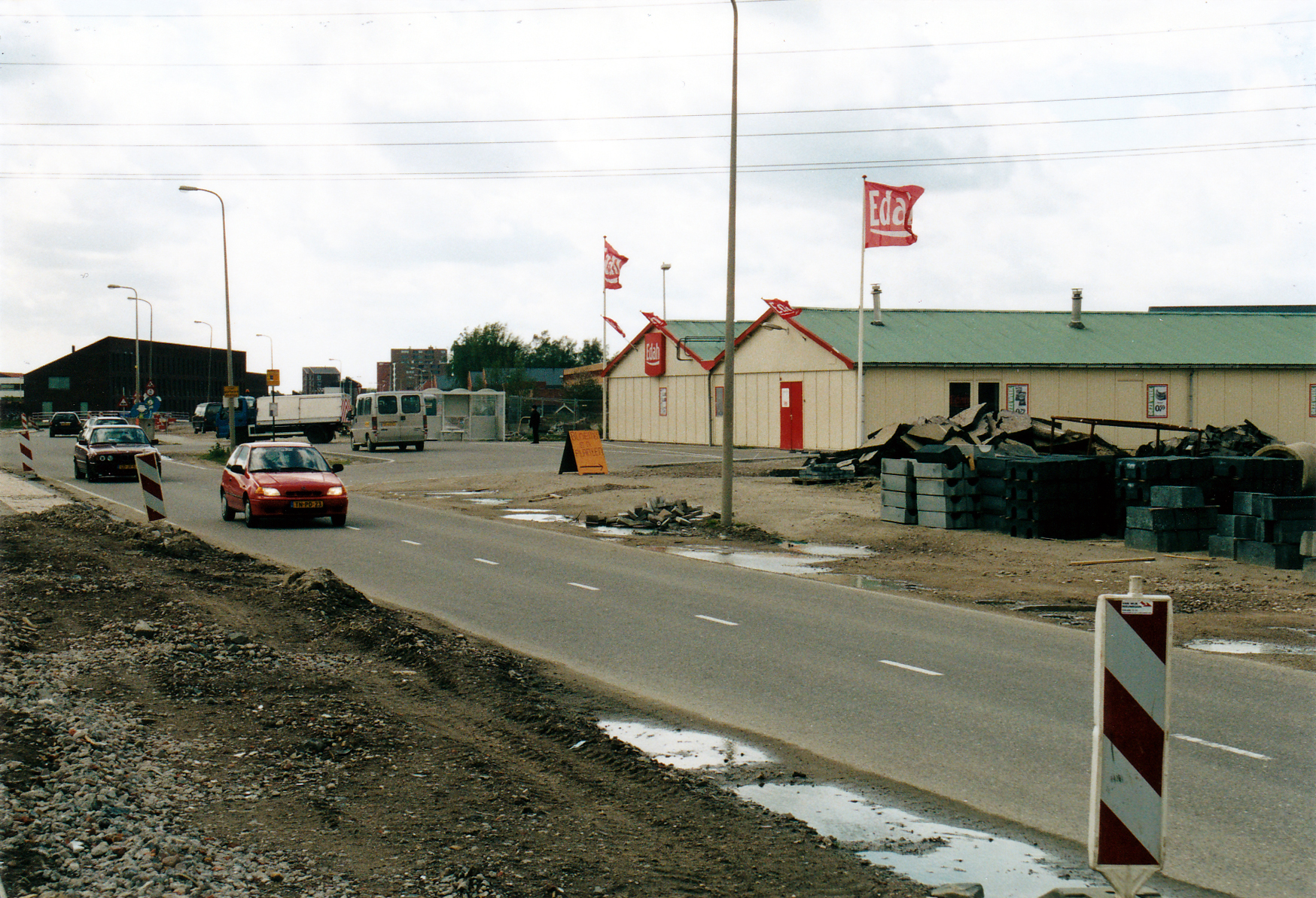
De tijdelijke supermarkt in 2002 stond ongeveer op de plek van het huidige flatgebouw aan de Koldijksterraklaan.
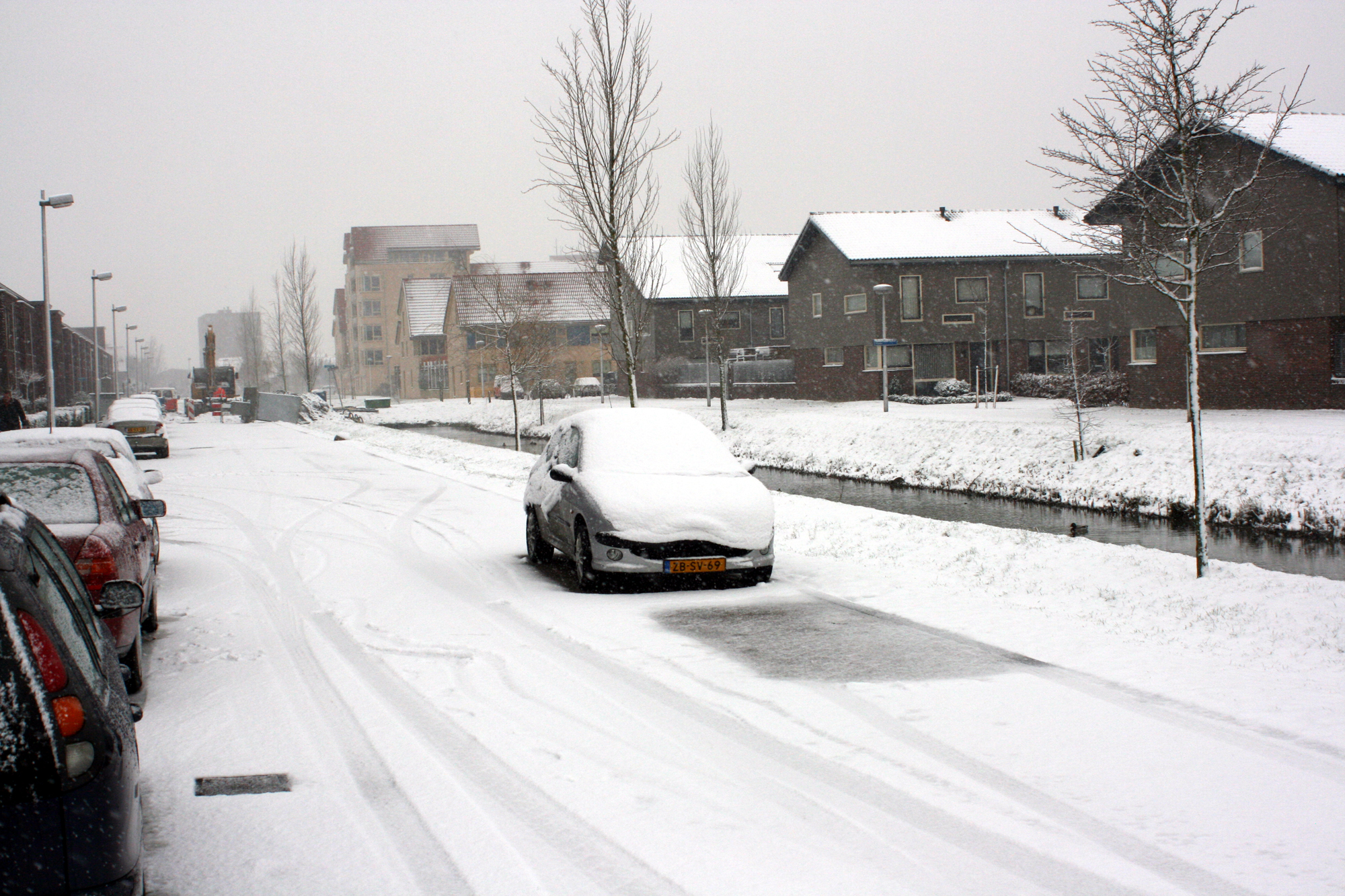
De Vlindersingel in de winter van 2007 (t.h.v. de Tweede Westerparklaan)
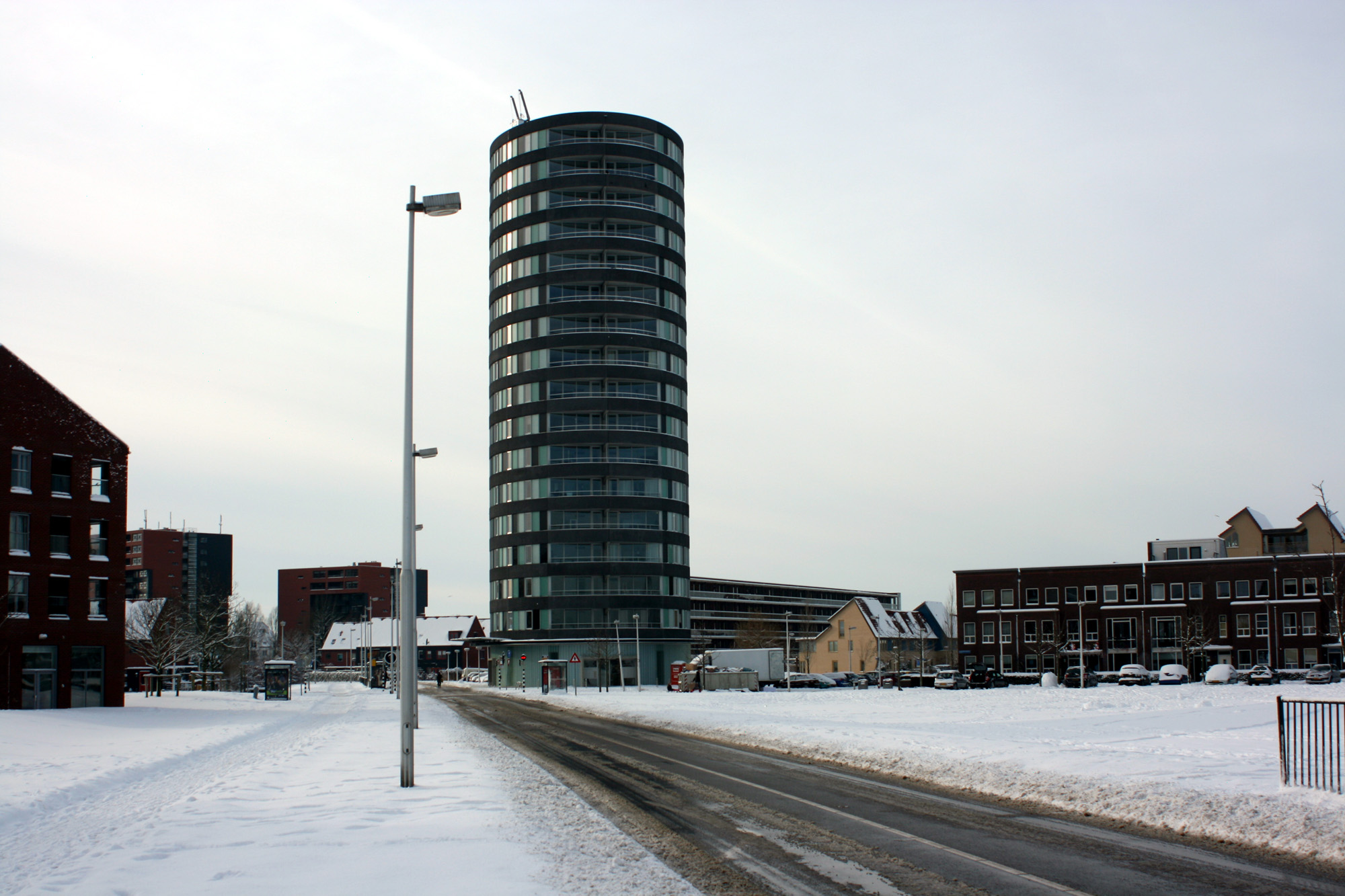
Met de oplevering van De Toren in 2009 was de bouw van Parkwijk afgerond
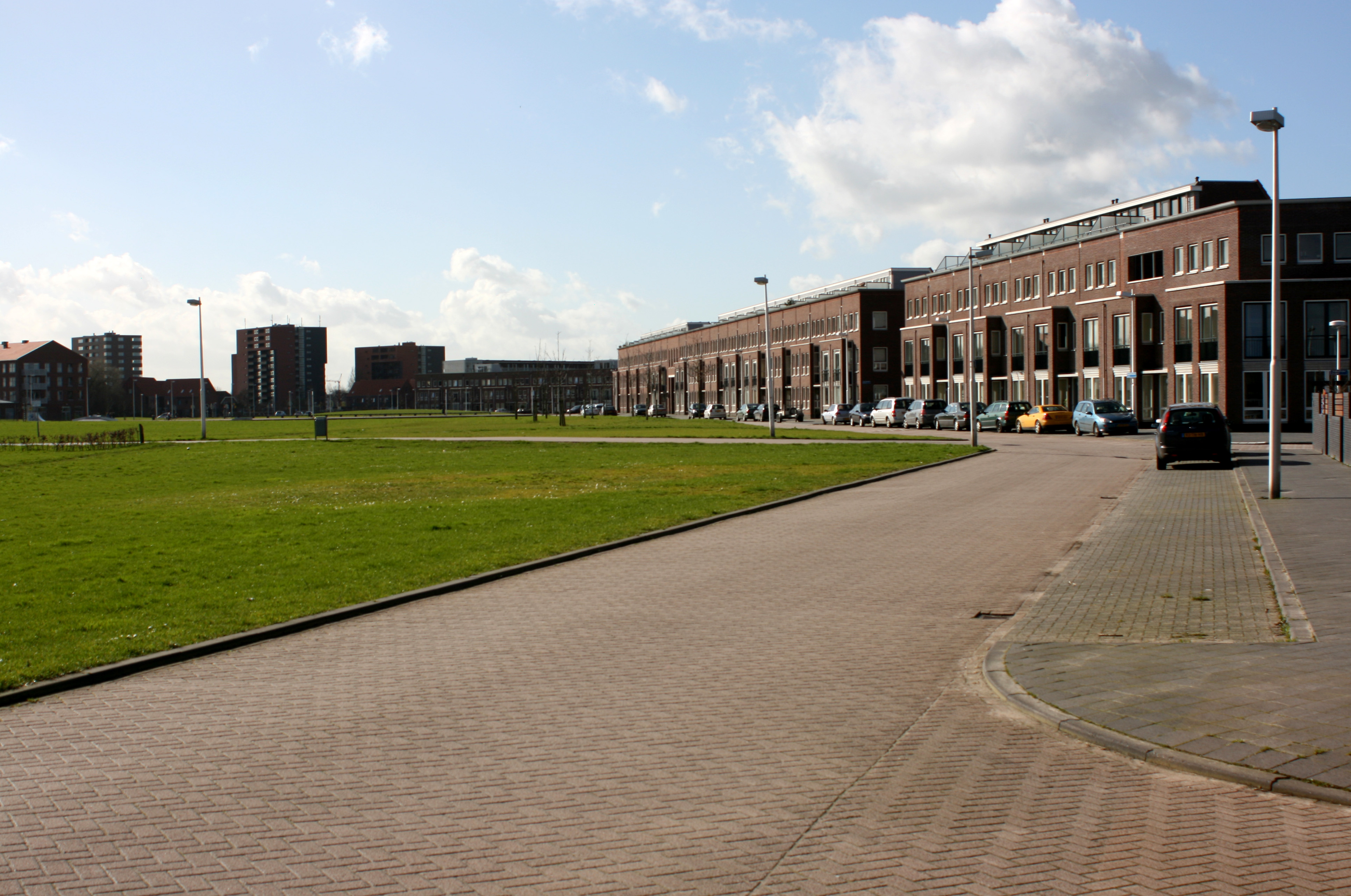
de Monarchvlinderlaan (t.h.v. de Uilvlinder)
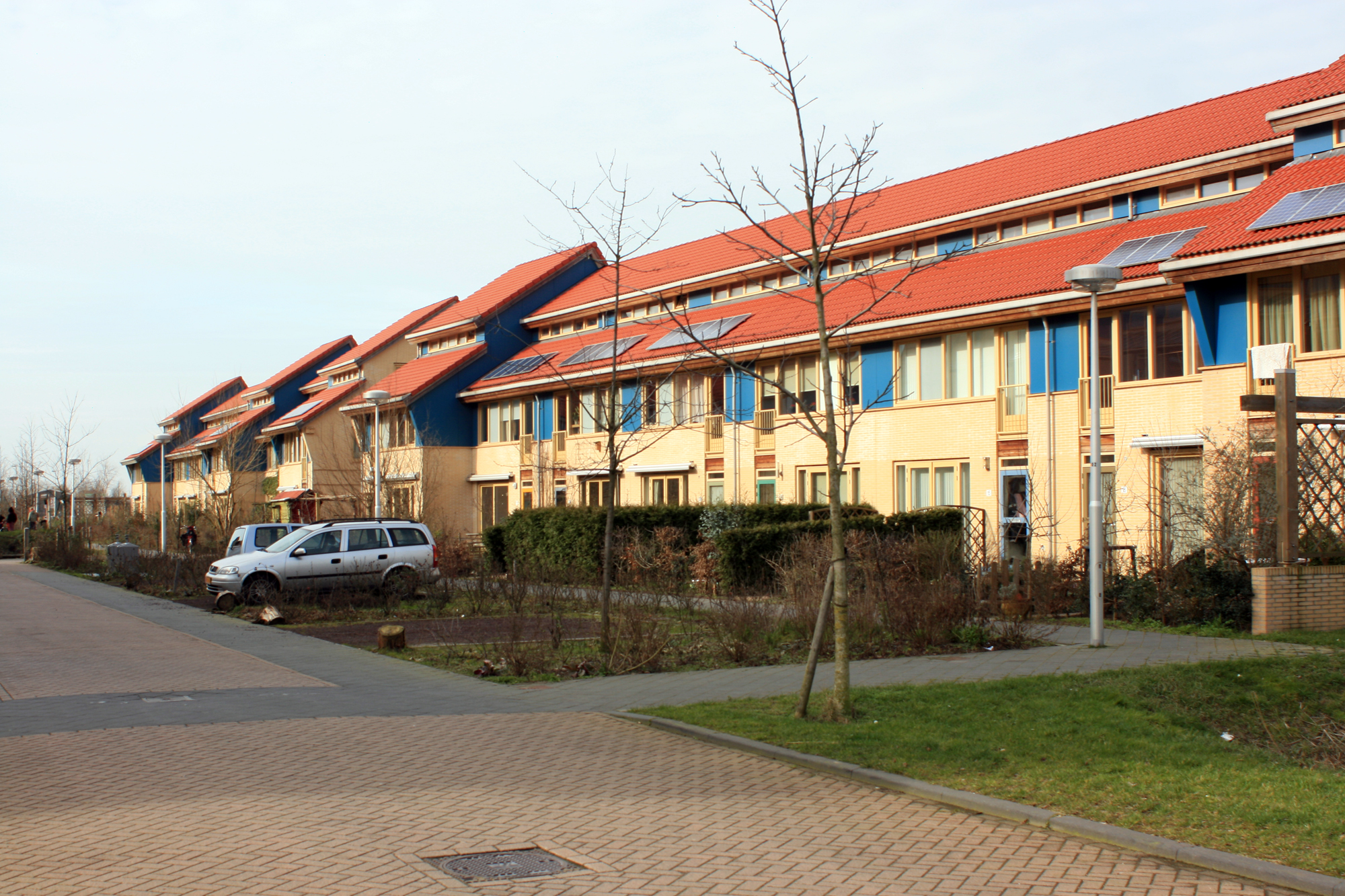
Het Aureliahof (t.h.v. de Vlindersingel)
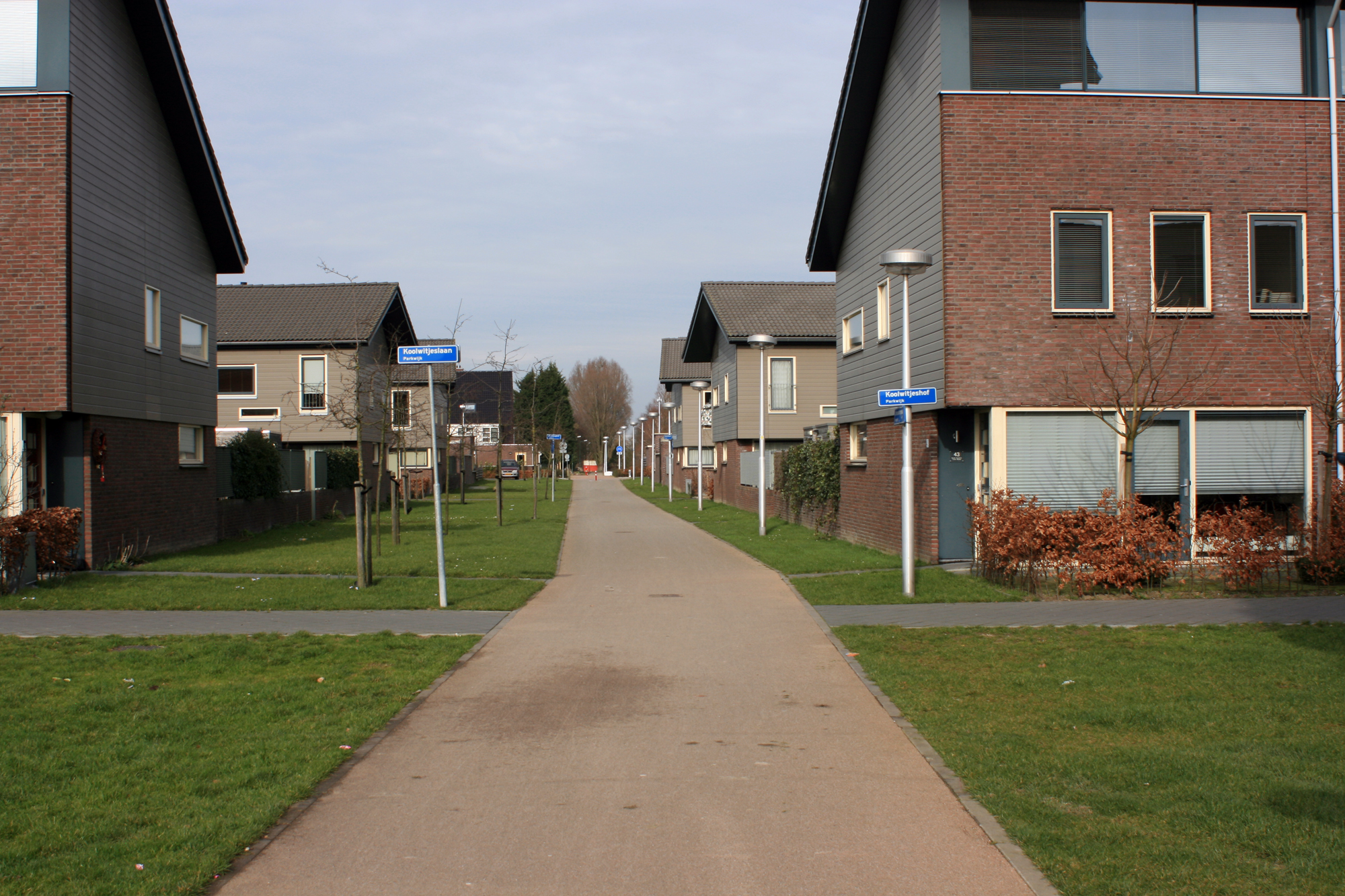
Het Johanniterpad (t.h.v. de Koolwitjeslaan)
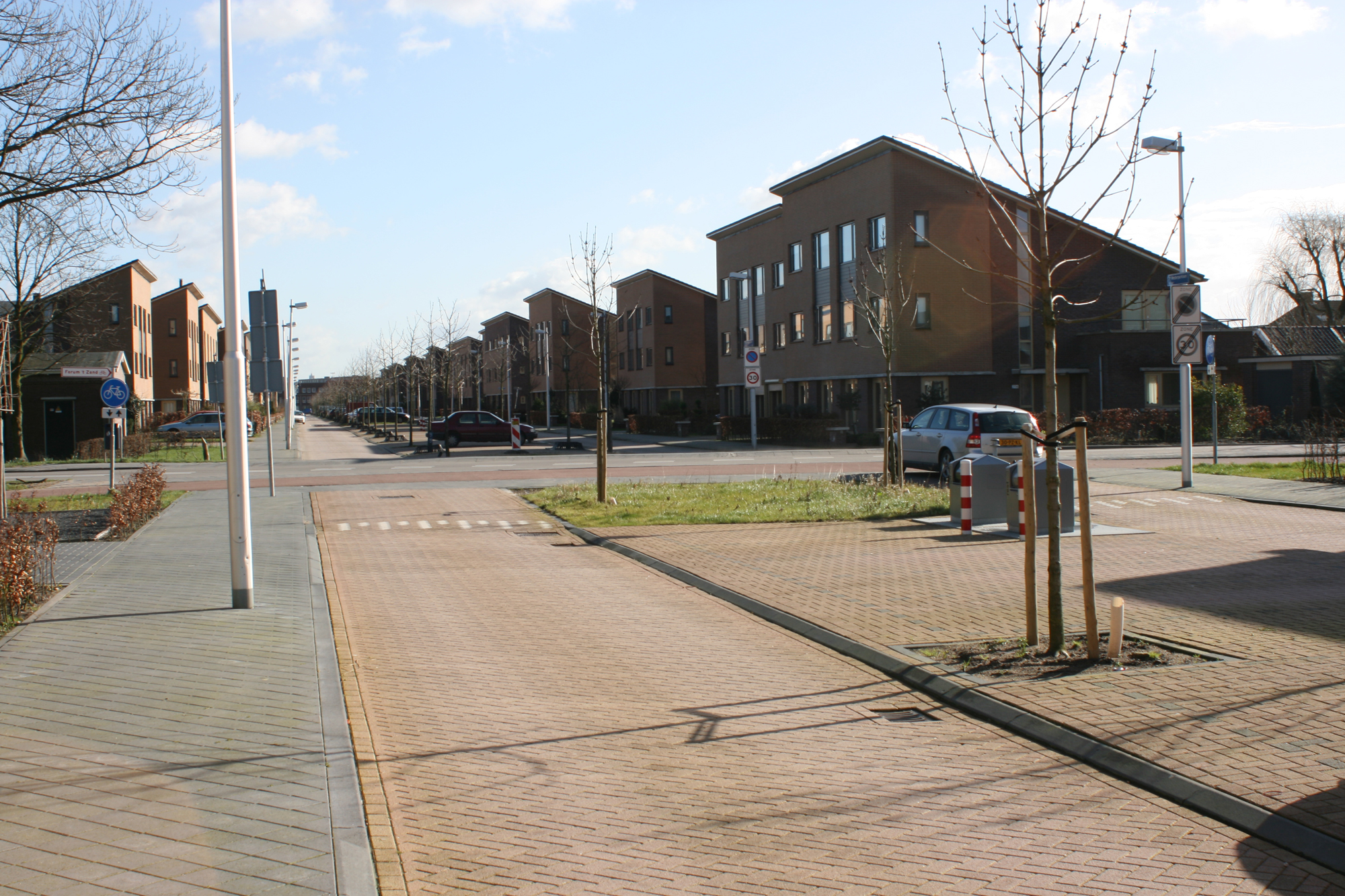
De Tweede Westerparklaan (vanaf de Derde Westerparklaan)
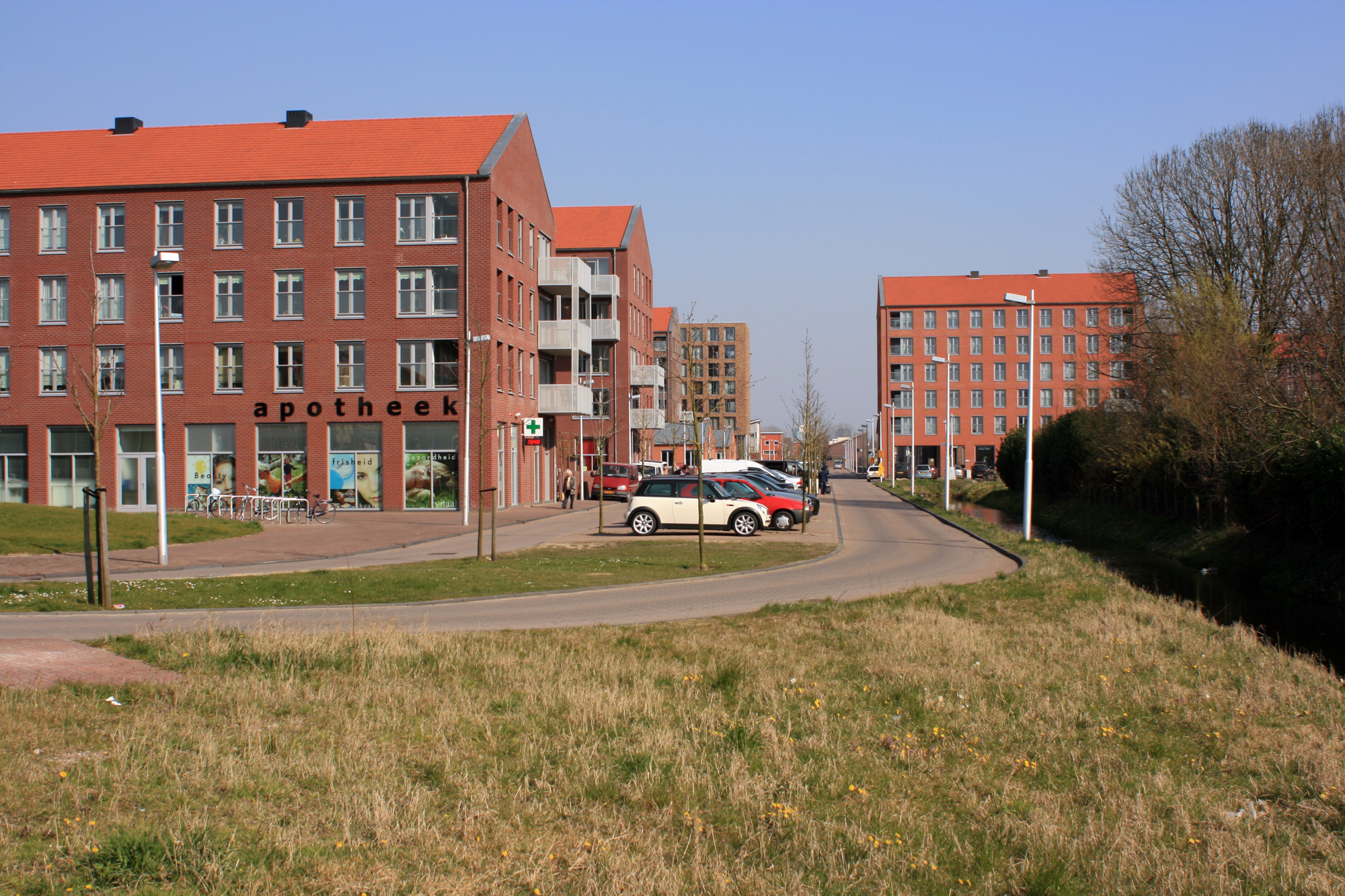
de Eerste Oosterparklaan (t.h.v. de Eerste Westerparklaan en de busbaan)
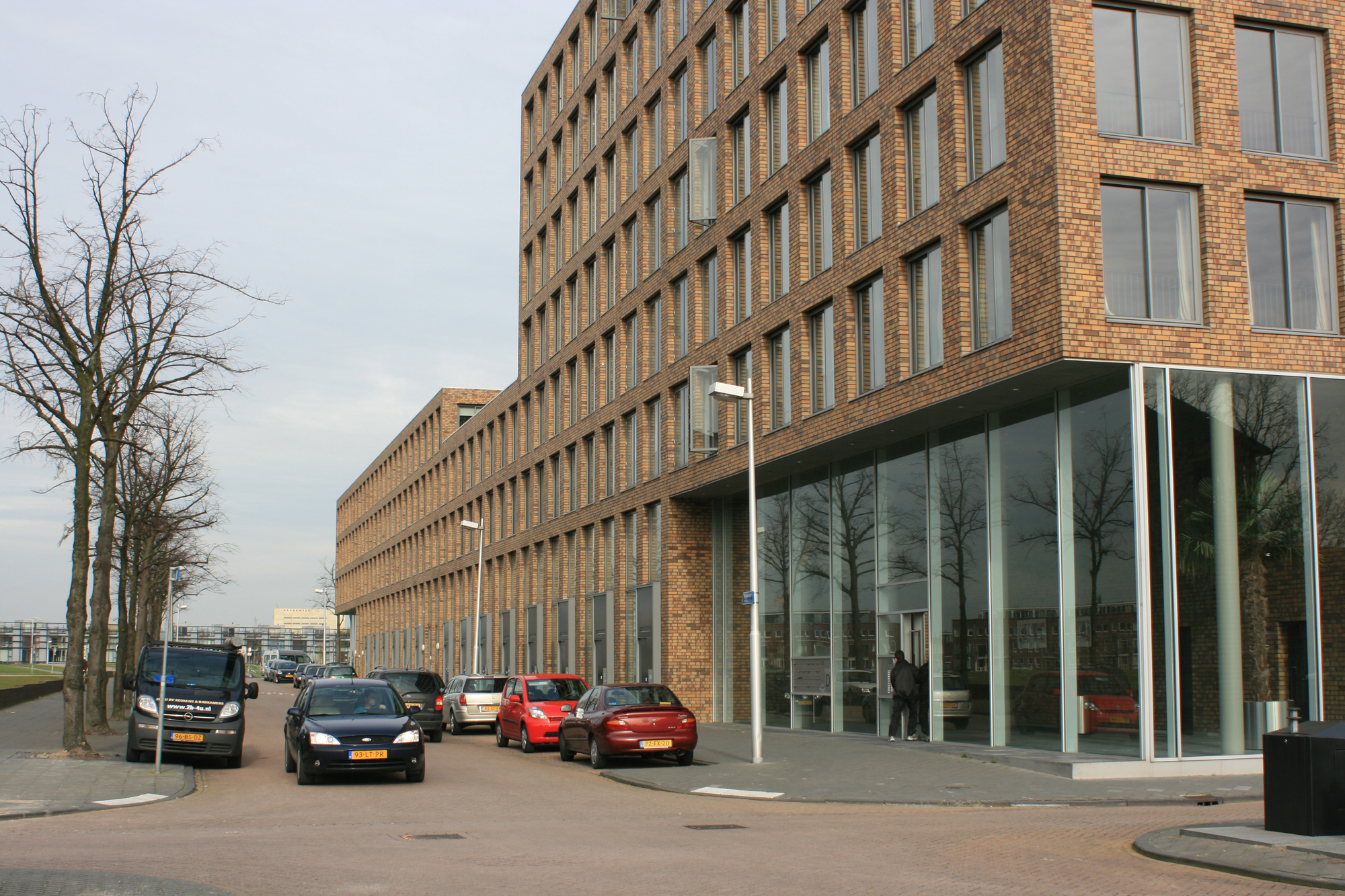
De Melissekade (t.h.v. de Eerste Oosterparklaan)
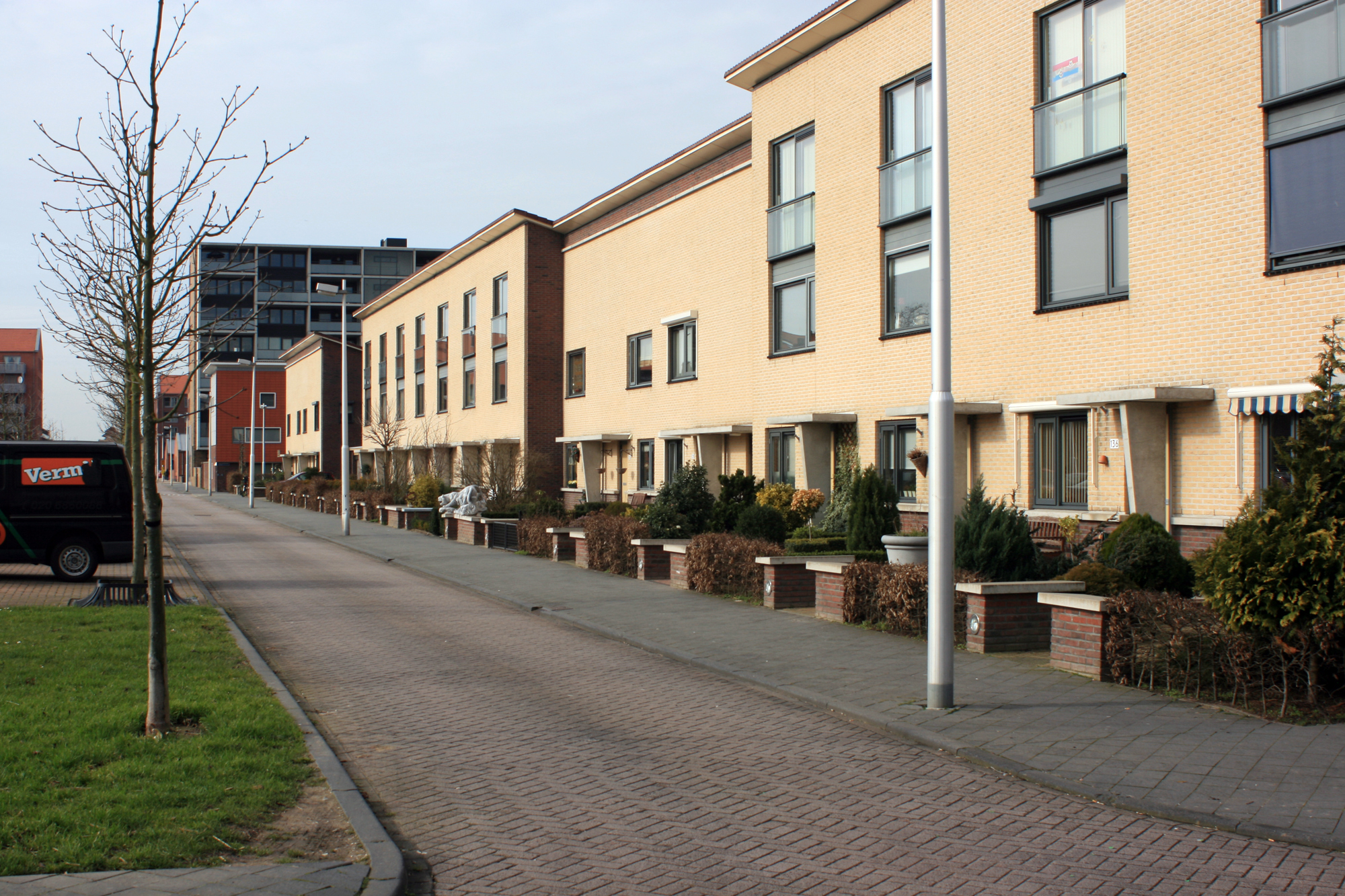
De Eerste Oosterparklaan (t.h.v. de Winterkersstraat)
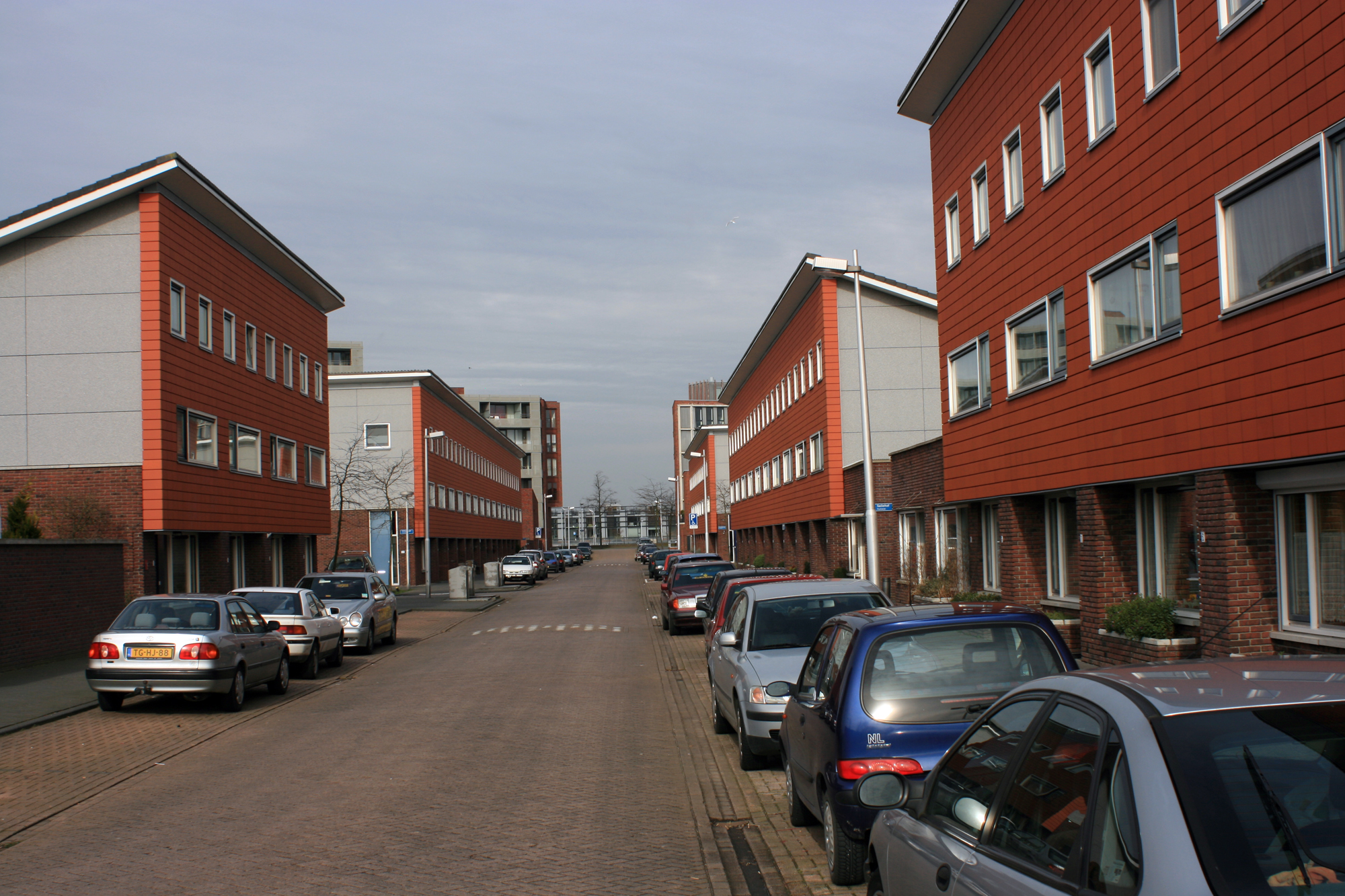
De Winterkersstraat (t.h.v. de Eerste Oosterparklaan)

Grauwaart · Hoge Weide · Langerak · Leeuwesteyn · Leidsche Rijn Centrum · Papendorp · Parkwijk · Rijnvliet · Strijkviertel · Terwijde · De Wetering · Het Zand